# Luigi Manna
Luigi Manna (Napoli, 1º gennaio 1942) è un politico italiano.

## Biografia
Esponente di Rifondazione Comunista, viene eletto senatore in Campania alle elezioni politiche del 1992, restando in carica per l'XI Legislatura, conclusa nell'aprile 1994.